# Terminal axónico

Actividade num terminal axónico: O neurónio A está a transmitir um sinal no terminal axónico ao neurónio B (receptor). Características: 1. Mitocondria. 2. Vesícula sináptica com neurotransmissores. 3. Autorreceptor. 4. Sinapse com libertação de neurotransmissores (serotonina). 5. Receptores pós-sinápticos activados por neurotransmissor (indução de um potencial pós-sináptico). 6. Canal de cálcio. 7. Exocitose duma vesícula. 8. Recaptura do neurotransmissor.

Os terminais axónicos (também designados botões sinápticos ou arborizações terminais) são as terminações distais das ramificações dum axónio. Uma fibra nervosa axónica é uma longa e delgada projeção de uma célula nervosa ou neurónio, que conduz impulsos eléctricos (chamados "potenciais de ação") desde o corpo celular do neurónio ou soma e transmite-os a outros neurónios.
Os neurónios estão interligados de forma complexa, e utilizam sinais electroquímicos e neurotransmissores químicos para transmitir impulsos de um neurónio para outro; os terminais axónicos unem-se a outros neurónios na sinapse, e estão separados dos neurónios vizinhos por um pequeno espaço, através do qual são enviados impulsos. O axónio terminal, e o neurónio do qual forma parte, é denominado neurónio pré-sináptico.

## Libertação do impulso nervoso
Os neurotransmissores encontram-se empacotados em vesículas sinápticas que se acumulam debaixo da membrana do axónio terminal no lado pré-sináptico da sinapse. Os terminais axónicos estão especializados em liberar o impulso eléctrico da célula pré-sináptica. Os terminais liberam substâncias transmissoras no espaço ou fenda chamada fenda sináptica, situada entre os terminais axónicos e as dendrites do neurónio seguinte. A informação é recebida pelos receptores situados na dendrite da célula pós-sináptica. Os neurónios geralmente não se tocam uns nos outros, mas comunicam-se através da sinapse.
As moléculas do neurotransmissor estão contidas dentro de vesículas que se formam dentro dos neurónios, que viajam até à extremidade do axónio, onde se fundem com a membrana. Os iões de cálcio activam depois uma cascata bioquímica que dá lugar à fusão de vesículas com a membrana pré-sináptica e liberam o seu conteúdo na fenda sináptica a cerca de 180 µs após a entrada de cálcio. Activadas pela união de iões de cálcio, as proteínas da vesícula sináptica começam a separar-se, dando lugar à criação de um poro de fusão. A presença do poro permite a libertação dos neurotransmissores na fenda sináptica. O processo no qual se libera o conteúdo das vesículas é denominado exocitose.
Foram desenvolvidos métodos para visualizar a actividade sináptica no cérebro por meio de uma coloração fluorescente que detecta os níveis do cálcio e o fluxo de cálcio no neurónio pré-sináptico.

## Leitura complementar
- Cragg, Stephanie J.; Greenfield, Susan A. (1997). «Differential Autoreceptor Control of Somatodendritic and Axon Terminal Dopamine Release in Substantia Nigra, Ventral Tegmental Area, and Striatum». The Journal of Neuroscience. 17 (15): 5738–46. PMID 9221772
- Vaquero, Cecilia F; de la Villa, Pedro (1999). «Localisation of the GABAC receptors at the axon terminal of the rod bipolar cells of the mouse retina». Neuroscience Research. 35 (1): 1–7. PMID 10555158. doi:10.1016/S0168-0102(99)00050-4
- Roffler-Tarlov, Suzanne; Beart, P.M.; O'Gorman, Stephen; Sidman, Richard L. (1979). «Neurochemical and morphological consequences of axon terminal degeneration in cerebellar deep nuclei of mice with inherited purkinje cell degeneration». Brain Research. 168 (1): 75–95. PMID 455087. doi:10.1016/0006-8993(79)90129-X
- Yagi, T; Kaneko, A (1988). «The axon terminal of goldfish retinal horizontal cells: A low membrane conductance measured in solitary preparations and its implication to the signal conduction from the soma». Journal of Neurophysiology. 59 (2): 482–94. PMID 3351572